# Битва при Аварікумі
Битва при Аварікумі (Облога Аварікуму) — битва, яка відбулася в 52 році до Р. Х. між римськими військами та військами коаліції галльських племен за головне укріплене місто бітурігів Аварікум. Історію та сам хід битви Гай Юлій Цезар описав у сьомій книзі Записок про Галльську війну.

## Передумови
У 52 році до Р. Х. арверн Верцингеторикс очолив галльське повстання, після чого була сформована коаліція галльських племен, куди приєдналися арверни, сенони, паризії, піктони, кадурки, авлерки, лемовики, бітуріги тощо. Внаслідок цієї події Цезар прибув до Галлії з метою придушення повстання.
Першими містами в поході Цезаря були Веллаунодун та Кенаб, які римські війська взяли майже без бою. Дізнавшись про прихід римлян, Верцингеторикс рушив їм назустріч. Цезар тим часом приступив до облоги міста бітурігів Новіодун, що лежало на його шляху. З цього міста прийшли до нього посли з проханням про прощення і помилування. Бажаючи виконати свої подальші плани з тією ж швидкістю, він наказав здати зброю, вивести коней і дати заручників. Частина заручників була вже видана, інші вимоги були в процесі виконання, в місто були вже введені центуріони з декількома солдатами для прийому зброї і тварин, як раптом вдалині показалася ворожа кіннота, що утворила авангард колони Верцингеторига. Як тільки городяни помітили її і перейнялися надією на порятунок, вони підняли військовий клич і стали хапатися за зброю, замикати ворота і займати стіну.
Цезар наказав кінноті виступити з табору і зав'язав бій. Коли римлян почали тіснити вороги, він послав на допомогу близько чотирьохсот германських вершників, яких він з самого початку війни звичайно тримав при собі. Галли не могли витримати їх натиску, почали тікати і з великими втратами відступили до своїх головних сил. Після їх поразки городян знову опанував жах. Закінчивши цю операцію, Цезар рушив на Аварікум. Він був упевнений, що з заняттям цього міста підпорядкує громаду бітурігів своїй владі.
Зазнавши поразку в бою та втративши декілька великих міст, Верцингеторикс вирішив утілити тактику спаленої землі, щоб обмежити римську армію в провізії. Таким чином, на шляху римлян були спалені усі родючі поля та більше 20 міст бітурігів.
|                                                     | ...села і будинки повинні були бути підпалені в усіх напрямках, де здавалося, що римляни відправляться на пошуки корму. [...] Крім того, необхідно було підпалити міста, які через укріплення або природні чинники були не зовсім безпечні, щоб не дати дезертирам-галлам притулку, а римлянам - можливість знайти їжу або її джерело. |
| — Гай Юлій Цезар, Записки про Галльську війну, VII. | |

Збережено було тільки місто Аварікум. Воно було особливим завдяки міцному укріпленню та своєму положенню між болотом та річкою з єдиним відкритим доступом до міста у вигляді вузької стежки, що і робило його майже неприступним.
В Записках про Галльську війну, Цезар зазначив, що галльські укріплення мали свої особливості. На землю кладуться на всю довжину прямі і цільні колоди паралельно одна одній з проміжком в два фути; вони зв'язуються всередині (поперечними балками) і густо покривалися землею; а спереду зазначені проміжки щільно заповнюються великими каменями. Поклавши і зв'язавши їх, на них кладуть зверху інший ряд з дотриманням тої ж відстані між колодами; проте колоди (верхня і нижня) щільно не прилягають одна на іншу, але кожна з них в межах тої ж відстані міцно стримується кам'яною кладкою. Так, рядами, виводиться вся споруда, поки стіна не досягне належної висоти. Ця споруда має в загальному досить приємний і різноманітний вид внаслідок правильного чергування колод і каміння, що лежать рядами по прямих лініях; але, крім того, воно цілком доцільно в сенсі успішної оборони міст, так як від вогню захищає камінь, а від тарана — дерев'яна кладка, яку не можна ні пробити, ні витягнути, бо вона складається з цільних колод — звичайно в сорок футів довжиною — і всередині належним чином пов'язана.

## Планування облоги
За своїми планами Цезар почав конструювати дві облогові вежі. В додаток до цього, він спорудив облогову терасу на підвищеності поряд із римським табором. З обох боків тераси були побудовані флангові стіни і третя, яка їх об'єднувала для повного відкриття фронту. (див. Модель облоги Аварікума в музеї Військової академії США)

## Початковий етап облоги
Цезар розташував військовий табір біля тої частини Аварікуму, яка являла собою вузьку стежку до міста. В свою чергу, Верцингеторикс організував табір недалеко від самого Аварікуму, щоб наносити удар по римлянам поза межами міста. Перші дні облоги римські війська зазнавали значних втрат, на що впливав голод, спричинений тактикою спаленої землі, і важкодоступність самого міста.
Цезар відзначив спротив галлів як дуже винахідливий. Стінні гаки вони ловили петлями і, зачепивши їх, тягли коміром до себе в місто, під греблю вони проводили підземні ходи і таким чином витягали з-під неї землю, використовуючи їхнє велике знання роботи в залізних копальнях і всякого роду підземних ходах. Всю свою стіну вони забудували з усіх боків ярусними вежами, які покрили шкірами. Далі, вони робили регулярні вилазки і вдень і вночі і або підпалювали греблю, або нападали на солдатів за їх роботою, і на яку висоту від щоденного збільшення греблі піднімалися римські вежі, таку ж вони давали своїм баштам за допомогою збільшення нових балок; нарешті, проведення відкритих ходів вони затримували загостреними і запаленими колодами, що горить смолою і камінням величезної ваги і таким чином перешкоджали наближенню їх до стін.
|                                                     | ... Цезар помітив, що набережна почала диміти, оскільки вороги зробили підпал з нижньої частини греблі через вириті тунелі ... Галли здійснили вилазку з двох воріт стін, з однієї й іншої сторін веж. Інші здалеку кидали факели і суху деревину, виливали смолу та інші речовини, щоб запалити вогонь ... проте, враховуючи, що Цезар мав звичай залишати два легіони для патрулювання базового табору, в той час як більша кількість легіонерів завжди працювала, їм вдалося протистояти атакам галлів, вивести башту, в той час як легіонери бігли з табору, щоб загасити вогонь... |
| — Гай Юлій Цезар, Записки про Галльську війну, VII. | |

Дізнавшись про табір Верцингеторикса, звідки галли і влаштовували вилазки, Цезар відправив туди частину війська, внаслідок чого галльський ватажок втік із залишками воїнів до основного гарнізону, тим самим втративши важливий стратегічний для спротиву облозі пункт.
Початковий етап облоги та підготовка до повномасштабного наступу тривали 25 днів.

## Штурм міста
На 25-й день облоги, римляни добудували греблю, яка була шириною в 100 метрів, а висотою в 24 метри. Разом з тим були готові осадові вежі, які римські війська підвели до стін міста. У цей час почалася сильна злива, і Цезар вирішив використовувати таку погоду для виконання задуманого плану. Бачачи, що караули на стіні у ворогів розставлені не так ретельно, як звичайно, він і своїм солдатам наказав працювати з меншою енергією і дав їм необхідні вказівки. Помістивши легіони в бойовій готовності в прихованому місці за критими галереями, він підбадьорив їх до того, щоб нарешті зібрати плоди перемоги за свої великі труди; тим, які першими зійдуть на ворожу стіну, він обіцяв нагороди і потім дав сигнали до атаки. Солдати швидко кинулися з усіх боків і негайно зайняли всю стіну.
Вибиті зі стіни і з веж, галли зупинилися в клиноподібному строю на площі та інших відкритих місцях з рішучістю прийняти бій там, де римляни підуть на них в атаку. Але, побачивши, що ніхто не спускається на рівне місце, а римська армія все поширюються кругом по всій стіні, вони побоялися втратити останню надію врятуватися втечею і, покидавши зброю, нестримним потоком спрямовувалися до околиць міста. Там у вузькому виході з воріт, були перебиті піхотою, а інші — вже за воротами — кіннотою.
Зрештою з усієї маси, вціліло ледве вісімсот чоловік, які встигли при перших же криках кинутися з міста і неушкодженими дісталися до Верцингеторикса. Але він боявся, як би скупчення їх в таборі і жалість до них не породили обурення в солдатській масі, і тому прийняв цих втікачів вже пізно в тиші ночі. При цьому він розмістив по дорозі далеко від табору своїх друзів і князів громад і наказав останнім розбити їх на групи і відводити до їх землякам в ту частину табору, яка з самого початку дісталася кожному племені.
|                                                     | ...коли вони побачили, що солдати наполягають на своєму рішенні покинути місто, оскільки страх не перевищує милосердя в найбільшій небезпеці, вони почали кричати і сигналізувати про втечу від римлян. Збройні галли, побоюючись, що римська кавалерія може перешкодити їм, зайняли шляхи евакуації... |
| — Гай Юлій Цезар, Записки про Галльську війну, VII. | |

## Наслідки
Завоювання найбагатшого міста бітурігів допомогло підняти моральний дух римської армії, яка змогла не лише отримати численні багатства міста, але й поповнити свої запаси провізії на декілька днів вперед. Саме ж місто стало столицею Aquitania Prima — області провінції Аквітанія.
В свою чергу, Верцингеторикс закликав своїх «співгромадян» не занепадати духом та наголосив на тому, що він з самого початку був проти бою на території Аварікуму та вважав за потрібне «віддати» його тактиці спаленої землі як і всі інші міста бітурігів. Голова галлів парадоксально отримав більшу підтримку від племен, та наголошував на тому, що потрібно приєднувати більше племен до коаліції та готуватися до подальших боїв.
Поразка, понесена галлами, породила принцип розколу серед повстанців. У римського генерала сформувалося почуття достатньої всемогутності, щоб вважати, що він може перемогти Верцингеторікса у швидкій і ефективній кампанії, придушивши повстання за кілька тижнів. Цезар, однак, недооцінив свого супротивника. Фактично, спираючись на занадто сміливий план для продовження кампанії, він розділив армію. Титу Лабієну було доручено командувати 4 легіонами та відправитися в Париж, щоб не дати можливості племенам бельгійської Галлії приєднатися до повстання. Його завдання було одне з найважчих -атакувати столицю арвернів, яке було центром коаліції та місцем, де мешкав Верцингеторікс. Наміри закінчити війну в рамках швидкої кампанії були розвіяні після римської поразки в битві при Герговії. Полководцю довелося змінити свою тактику на рахунок війни із коаліцією. Остаточний успіх в планах Тита Лабієна був досягнений у важкій і тривалій битві при Алезії.